# Koreneve, Nedrîhailiv
Koreneve (în ucraineană Кореневе) este un sat în comuna Zasullea din raionul Nedrîhailiv, regiunea Sumî, Ucraina.

## Demografie
Componența lingvistică a localității Koreneve
     Ucraineană (89,47%)
     Rusă (10,53%)
Conform recensământului din 2001, majoritatea populației localității Koreneve era vorbitoare de ucraineană (89,47%), existând în minoritate și vorbitori de rusă (10,53%).